# União das Freguesias de Vila Cova e Feitos
União das Freguesias de Vila Cova e Feitos, kurz Vila Cova e Feitos, ist eine Gemeinde (Freguesia) im Kreis (Concelho) von Barcelos im Norden Portugals.
In der Gemeinde leben 2.564 Einwohner auf einer Fläche von 15,73 km² (Stand nach Zahlen von 2011).
Die Gemeinde entstand im Zuge der Gebietsreform in Portugal am 29. September 2013 durch Zusammenlegung der beiden bisherigen Gemeinden Vila Cova und Feitos. Vila Cova wurde Sitz der Gemeinde.